# Сергєєв Іван Володимирович
Іван Володимирович Сергєєв (рос. Иван Владимирович Сергеев, нар. 11 травня 1995 року, Череповець, Вологодська область, Росія) —  російський футболіст, нападник самарського клубу «Крила Рад» та національної збірної Росії.

## Біографія

### Клубна кар'єра
Починав кар'єру в клубі Другого дивізіону «Строгіно» (Москва). У першому сезоні став бронзовим призером зони «Захід». Влітку 2016 роки перебрався до Латвії, де виступав в оренді за клуб вищої ліги «Рига». В той момент його очолював російський фахівець Дмитро Хомуха.
У 2018—2019 роках зіграв 7 матчів за «Тамбов», але не підійшов наставнику команди, Андрію Талалаєву, після чого пішов в оренду до московського «Торпедо». за москвичів дебютував 26 липня 2018 року у матчі проти свого колишнього клубу ― «Строгіно».
На початку сезону 2019/20 московський клуб вирішив викупити контракт гравця. Дебют у якості повноцінного гравця Торпедо відбувся 7 липня 2019 року у матчі проти «Факела», в якому Сергєєв відзначився голом на 81-й хвилині. Гол став єдиним у матчі, а отже й переможним для московської команди. Загалом, з урахуванням періоду оренди, за «торпедівців» зіграв 56 матчів у чемпіонаті та забив 30 м'ячів.
14 серпня 2020 року підписав дворічний контракт з командою «Крила Рад» (Самара). У сезоні 2020/21 допоміг команді посісти перше місце у ФНЛ, другому дивізіоні Росії у системі футбольних ліг країни та дійти до фіналу Кубка, де самарці мінімально поступилися московському «Локомотиву». Також гравець став автором одразу декількох рекордів:
1. Іван став найкращим бомбардиром чемпіонату, забивши 40 голів у 39 матчах, побивши рекорд результативності другого дивізіону Росії, який належав Андрію Федькову. Попередній рекорд було встановлено у 2004 році забив 38 голів за сезон[5][6].
2. Сергєєв встановив новий рекорд за кількістю хет-триків за сезон. Футболіст забив 5 хет-триків, побивши рекорд Хасана Махматова, який у сезоні 2016 року забив 3 хет-трики[7].
3. Іван став найкращим бомбардиром клубу за один сезон, побивши рекорд Володимира Корольова, який складав 28 голів та тримався з сезону 1989 року (Чемпіонат СРСР 1989, 1 зона Другої ліги).
4. Гравець став найкращим бомбардиром за сезон в історії ФНЛ, побивши рекорд Руслана Мухаметшина, який складав 31 м'яч у сезоні 2011/12[8].

10 січня 2022 року перейшов до складу «Зеніта» (Санкт-Петербург).
Перед сезоном 2024/25 Іван Сергєєв перейшов до клубу «Крила Рад», з яким підписав трирічний контракт.

### Збірна
У серпні 2017 року складі студентської збірної Росії на Універсіаді в китайському Тайбеї в п'яти матчах забив 6 м'ячів — покер у ворота збірної Італії та по одному голу у ворота збірних Бразилії і США.
У листопаді 2021 року отримав виклик від Валерія Карпіна до національної збірної Росії на заключні матчі відбору до чемпіонату світу 2022 проти збірних Кіпру та Хорватії, проте на полі не з'явився, залишившись на лавці запасних.
16 жовтня 2023 року у матчі проти Кенії Іван Сергєєв дебютував у складі національної збірної Росії.

## Досягнення

### Командні
Кубок Росії
- «Крила Рад»
  - Фіналіст (1): 2020/21

ФНЛ
«Крила Рад»
- Чемпіон (1): 2020/21

ПФЛ
- «Торпедо» (Москва)

-  Переможець (1): 2018/19 (зона «Центр»)

- «Строгіно»

-  Бронзовий призер (1): 2014/15 (зона «Захід»)

- Чемпіон Росії (3):

«Зеніт»: 2021/22, 2022/23, 2023/24
- Володар Суперкубка Росії (3):

«Зеніт»: 2022, 2023, 2024
- Володар Кубка Росії (1):

«Зеніт»: 2023/24

### Особисті

#### Кращий бомбардир
- Універсіади (1): 2017
- ФНЛ (2): 2019/20, 2020/21
- ПФЛ, зона «Центр» (2): 2017/18[20], 2018/19